# T'choupi et Doudou
 (juin 2023).
Si vous disposez d'ouvrages ou d'articles de référence ou si vous connaissez des sites web de qualité traitant du thème abordé ici, merci de compléter l'article en donnant les références utiles à sa vérifiabilité et en les liant à la section « Notes et références ».
T'choupi et ses amis
T'choupi et Doudou est une série télévisée d'animation franco-canadienne de 117 épisodes de 5 minutes, adaptée de la série de littérature de jeunesse T'choupi, produite par Les Armateurs, et diffusée en France du 1er janvier 1999 au 12 avril 1999 sur Canal J et du 15 décembre 2000 au 17 février 2001 sur TiJi.
Au Canada, elle a été diffusée du 1er janvier 1999 au 12 avril 1999 sur YTV et à partir du 1er septembre 1999 sur Treehouse TV et Corus Entertainment. 
Au Canada francophone, elle a été diffusée à l'automne 1999 au printemps 2000 sur TFO, et rediffusée à partir du 30 août 2001 au 31 octobre 2002 à TQS.

## Synopsis
En 1998. T'choupi, accompagné de son ours en peluche Doudou, passe une grande partie de son temps chez ses grands-parents Papi'cha et Mamie Nani dans leur maison située près de la rivière.

## Distribution

### Doublage anglais
- Samuel Holden : T'Choupi
- Sonja Ball : Malola, Lalou, Fanny
- Rick Jones : Toine
- Walter Massey : Papicha
- Thelma Farmer : Mamie Nani
- Alfee Kaufman : Pilou
- Susan Glover : Anna

### Doublage québécois
- Émile Mailhiot : T'Choupi
- Christine Bellier : Malola
- Benoît Rousseau : Toine
- Lisette Dufour puis Claudia-Laurie Corbeil : Lalou
- Lawrence Arcouette : Pilou
- Julie Burroughs : Anna
- Claude Préfontaine : Papicha
- Yolande Roy : Mamie Nani
- Hélène Lasnier : Fanny

 Source et légende : version québécoise (VQ) sur Doublage.qc.ca

## Production

### Fiche technique
- Titre : T'choupi et Doudou
- Titre original : Charley and Mimmo
- Réalisateur : Jean-Luc François
- Direction d'écriture et bible littéraire, d : Marine Locatelli
- Scénario : Anne Sophie Salles, Catherine Cuenca, Catherine Guillot-Bonté, Didier Lejeune, Marine Locatelli, Béatrice Martouret, Olivier Vanelle, Stephen Ashton, Jason Bogdaneris, Sarah Musgrave, David Hamburg, Mitchell Goldsmith, Anne-Marie Perrotta, Tean Shultz
- Direction artistique :
- Décors : Esther Ruze, Catherine Bonnemaison, Jeanne Deleau, Xavier Houssin, Emmanuel Kowandy, Bruno Murer, Christophe Rouget
- Costumes :
- Photographie :
- Montage : Pierre-Luc Choquette, Véronique Papillon
- Musique : Peter Measroch
- Production : Sarah Beunza, Didier Brunner, Ghyslaine Fizet
- Sociétés de production : Canal J, CYMAX, Nathan, Toocan Inc., VIP, RG Prince, The Itsy Bitsy Entertainment Company
- Sociétés de distribution (télévision) :
- Pays de production :  France
- Langue originale : français
- Format : couleurs
- Genre : série d'animation
- Durée : 5 minutes

## Épisodes

### Saison 1 (1999-2001)
1. Le Chaton de T'choupi
2. T'choupi sous la pluie
3. T'choupi peintre
4. T'choupi à la montagne
5. T'choupi au marché
6. T'choupi au bord de la mer
7. T'choupi à la pêche
8. T'choupi à la ferme
9. L'Anniversaire de Doudou
10. T'choupi et les fleurs
11. T'choupi en forêt
12. T'choupi et le Père Noël
13. T'choupi a peur de l'orage
14. T'choupi fait de la luge
15. T'choupi fait de la mécanique
16. L'herbier de T'choupi
17. T'choupi au square
18. T'choupi au supermarché
19. T'choupi malade
20. T'choupi fait du camping
21. Les Poissons rouges
22. T'choupi musicien
23. T'choupi ne veut pas grandir
24. T'choupi au zoo
25. T'choupi fait le ménage
26. Départ en vacances
27. T'choupi fait de la pâtisserie
28. Première Rentrée
29. Une panne pas ordinaire
30. T'choupi se déguise
31. L'Aquarium de T'choupi
32. Drôle de rencontre
33. T'choupi dresseur de fauves
34. Le Perroquet de Java
35. Nuit à la belle étoile
36. T'choupi à la piscine
37. T'choupi et le troc de jouets
38. T'choupi au centre aéré
39. L'Arrivée de Zouzou
40. Au dodo
41. Premier Bal
42. T'choupi joue à cache-cache
43. T'choupi a un secret
44. T'choupi fait la fête
45. T'choupi apprend à conduire
46. T'choupi a les pieds dans l'eau
47. Naissance à la ferme
48. T'choupi le magicien
49. T'Choupi aux Jeux Olympiques
50. Le Pique-nique de T'choupi
51. La Carte postale
52. T'choupi vétérinaire
53. T'choupi et la mare gelée
54. Poisson d'avril
55. La Chasse au trésor
56. T'choupi à la pépinière
57. T'choupi photographe
58. Les Souris du grenier de Papi'Cha
59. T'choupi au port de pêche
60. T'choupi en avion
61. T'choupi au restaurant
62. La Cabane de T'choupi
63. T'choupi fait du poney
64. Grave Dispute
65. Zouzou est grand

## Univers de la série

### Lieux de vie de T'choupi
- Si vous ne connaissez pas le sujet, laissez ce bandeau (vous pouvez alors contacter les auteurs).
- Si vous supprimez le contenu mis en cause (vous pouvez préalablement contacter les auteurs),

argumentez précisément cette suppression dans la page de discussion
(un manque de référence n'est pas un argument ; une recherche réelle de référence doit avoir été effectuée, être formellement documentée).
Même si la majorité des épisodes ont lieu autour de la maison de T'choupi ou chez ses grands-parents, on peut voir T'choupi et sa famille aller à la mer à plusieurs reprises, en forêt ou au port de pêche avec son grand-père qui est un ancien pêcheur, à la montagne dans un chalet de vacances, à la ferme et également au marché du village avec son père.
Les grands-parents de T'choupi ont un rôle actif dans son éducation.
On peut imaginer la maison des grands-parents proche de celle des parents de T'choupi puisque ce dernier y séjourne souvent et ses amis l'y retrouvent même dans l'épisode La Chasse au trésor. Par déduction, l'action semble se dérouler dans un village à la campagne (ferme, place du marché, forêt, rivière) mais pas proche de la mer car un trajet en voiture est nécessaire pour y aller.

## Produits dérivés

### DVD
- Collection T'Choupi et Doudou
  - T'choupi le magicien (4 septembre 2002 en France) (ASIN B000069DN3) (Les poissons rouges, Premier bal, L'arrivée de Zouzou, T'choupi aux jeux olympiques, Poisson d'avril, T'choupi le magicien, Grave dispute, T'choupi apprend à conduire, Le pique-nique de T'choupi, T'choupi au restaurant, Zouzou est grand)
  - Première rentrée (2 septembre 2003 en France) (ASIN B0000AKPLV) (Première rentrée, T'choupi ne veut pas grandir, T'choupi à la ferme, L'herbier de T'choupi, T'choupi au supermarché, T'choupi a peur de l'orage, T'choupi à la piscine, T'choupi a un secret, T'choupi fait de la pâtisserie, T'choupi joue à cache-cache, Drôle de rencontre)
  - T'choupi musicien (2 septembre 2003 en France) (ASIN B0000AKPLT) (T'choupi au centre aéré, T'choupi en forêt, T'choupi à la pépinière, T'choupi et la mare gelée, T'choupi fait le ménage, T'choupi musicien, T'choupi au port de pêche, Naissance à la ferme, T'choupi vétérinaire, T'choupi en avion)
  - T'choupi se déguise (23 mars 2004 en France) (ASIN B0001D115E) (T'choupi se déguise, Le chaton de T'choupi, T'choupi sous la pluie, T'choupi peintre, T'choupi au marché, T'choupi à la pêche, T'choupi et les fleurs, T'choupi fait de la mécanique, T'choupi au square, L'aquarium de T'choupi, T'choupi malade, T'choupi fait du camping)
  - T'choupi au Zoo (23 mars 2004 en France) (ASIN B0001D115O) (L'anniversaire de Doudou, T'choupi et le Père Noël, Une panne pas ordinaire, T'choupi dresseur de fauve, T'choupi et le troc de jouets, Le perroquet de Java, T'choupi au zoo, T'choupi fait la fête, La carte postale, Les souris du grenier de Papi'cha, T'choupi fait du poney)
  - T'choupi a les pieds dans l'eau (5 avril 2005 en France) (ASIN B0007U1O2G) (T'choupi à la montagne, T'choupi au bord de la mer, T'choupi fait de la luge, Départ en vacances, Au dodo, Nuit à la belle étoile, T'choupi photographe, T'choupi a les pieds dans l'eau, La chasse au trésor, La cabane de T'choupi)

- Collection T'choupi et ses amis (série interactive)
  - Le Cache-cache géant (3 mars 2009 en France) (ASIN B001NIN0IW)
  - La Balade en forêt (22 septembre 2009 en France) (ASIN B002CXG7RS)
  - La Cabane des copains (2 mars 2010) (ASIN B0032Z1IM4)
  - La Super Classe (21 septembre 2010) (ASIN B003TP3UDM)
  - Le Plus Beau Sapin de Noël (9 novembre 2010) (ASIN B003Z421XW)
  - 1, 2, 3 soleil (1er mars 2011) (ASIN B004FK2MN4)